# Kostendeckung
Kostendeckung ist in der Preiskalkulation der Grundsatz, dass die Gesamtkosten durch die Umsatzerlöse oder Erträge gedeckt sein sollen. 

## Allgemeines
Jedes Wirtschaften der Wirtschaftssubjekte (Privathaushalte, Unternehmen und der Staat mit seinen Untergliederungen öffentliche Verwaltung, Staatsunternehmen und Kommunalunternehmen) verursacht Kosten. Diese Kosten sind zunächst von den Wirtschaftssubjekten zu tragen und verringern vorläufig deren Vermögen. Durch den – Kosten auslösenden – Produktionsprozess erstellen sie Produkte oder Dienstleistungen, die durch die betriebliche Funktion des Vertriebs am Markt veräußert werden und dadurch Umsatzerlöse oder Erträge erzielen. Damit diese Umsatzerlöse die entstandenen Kosten (mindestens) decken können, muss die Preiskalkulation einen Marktpreis ermitteln, der (mindestens) Vollkostendeckung ermöglicht. 
Derartige Fragen der Kostendeckung spielen sowohl bei erwerbswirtschaftlichen Unternehmen als auch bei der öffentlichen Hand eine Rolle. Während erstere im Regelfall das Unternehmensziel der Gewinnmaximierung verfolgen, streben letztere entweder das Kostendeckungsprinzip (etwa kommunale Wasserwerke oder Abfallwirtschaft) oder das Zuschussprinzip (etwa kommunale Museen oder Theater) an.

## Kostendeckungsgrad
Zur Ermittlung der Kostendeckung steht die betriebswirtschaftliche Kennzahl des Kostendeckungsgrades zur Verfügung. Der Kostendeckungsgrad gibt an, welchen Anteil die Gesamtkosten eines Unternehmens im Verhältnis zu seinen Umsatzerlösen erreichen. Die sich aus fixen Kosten ({\displaystyle K_{f}}) und variablen Kosten ({\displaystyle K_{v}}) zusammensetzenden Gesamtkosten werden den erzielten Umsatzerlösen ({\displaystyle E}) gegenübergestellt:
{\displaystyle {\text{Kostendeckungsgrad}}={\frac {E}{K_{f}+K_{v}}}}.
Bei einem Kostendeckungsgrad von 100 % werden alle Kosten vollständig durch die Umsatzerlöse gedeckt, ein Kostendeckungsgrad von {\displaystyle <100\,\%} führt zu Verlusten, Kostendeckungsgrade von {\displaystyle >100\,\%} bedeuten Gewinne. Da erwerbswirtschaftliche Unternehmen langfristig als gewinnorientiert gelten (Gewinnmaximierung), wird deren Kostendeckungsgrad im Regelfall über 100 % liegen.

## Erwerbswirtschaftliche Unternehmen

### Vollkosten und Preisuntergrenze
Die unternehmerische Kalkulation auf der Grundlage von Vollkosten ist vielfach Ausdruck wirtschaftsethischer Vorstellungen von einem gerechten Preis, der dem Hersteller neben einem Gewinnaufschlag seine Aufwendungen decken und seine Existenz sichern soll. Vollkostendeckung bedeutet, dass ein Kostendeckungsgrad von 100 % der Erlöse vorliegt. Teilkostendeckung mit einem Kostendeckungsgrad von <100 % deckt nur die variablen Kosten (Grenzkosten) und führt zu Verlusten. Der Kostendeckungsgrad bestimmt die Preisuntergrenze. Die taktische Preisuntergrenze mit einem Kostendeckungsgrad von <100 % ist nur kurzfristig hinnehmbar, eine strategische (langfristige) Preisuntergrenze entspricht der Vollkostendeckung (zuzüglich Gewinnmarge).

### Vollkosten und Gewinnzone
Bei Vollkostendeckung erreicht ein Unternehmen die Gewinnschwelle (break even), wenn neben den variablen Kosten auch die Fixkosten der Kapazität gedeckt sind. Der Break even-Punkt ist entsprechend der Deckungspunkt, bei dem die Gewinnschwelle überschritten wird. Mit Hilfe der Break even-Analyse wird dasjenige Absatzvolumen ermittelt, bei dem die Vollkosten gedeckt sind. Die Erlöse (E) decken die Gesamtkosten (K):
{\displaystyle E=K}
Dabei setzen sich die Gesamtkosten aus den fixen {\displaystyle (K_{f})} und den variablen Kosten ({\displaystyle K_{v}}) zusammen:
{\displaystyle K=K_{\mathrm {f} }+K_{v}}
Jeder Preis, der unter den Vollkosten und über den Grenzkosten liegt, deckt noch einen Teil der fixen Kosten; er wird daher Deckungsbeitrag genannt.

## Kostendeckungsprinzip im öffentlichen Sektor
Unter dem Kostendeckungsprinzip versteht man bei öffentlichen Betrieben und Verwaltungen den Grundsatz, dass die für die Benutzung einer öffentlichen Leistung erhobenen Gebühren und Abgaben ihre Kosten decken sollen. Die Kostendeckung wird als verfassungsrechtlich zulässiger Zweck der Gebührenerhebung angesehen, sie ist Hauptzweck einer Gebührenerhebung. Die veranschlagten Gebühreneinnahmen einer öffentlichen Leistung dürfen deren voraussichtliche Kosten nicht überschreiten, es handelt sich um ein Kostenüberschreitungsverbot. Es kann auf alle Verwaltungsgebühren, Beiträge und Auslagen Anwendung finden. Einerseits soll es haushaltsschützend als Kostendeckungsgebot, andererseits als bürgerschützendes Kostenüberschreitungsverbot fungieren. Damit sind sowohl die Ober- als auch die Untergrenze öffentlicher Gebühren festgelegt. Das Kostendeckungsprinzip ist ein Sachziel, bei dem die Preise oder Gebühren so kalkuliert werden, dass sie die Gesamtkosten ganz oder teilweise decken. Auf eine Gewinnmarge wird verzichtet. Nach dem Kostendeckungsprinzip arbeiten die öffentliche Verwaltung (Behörden), öffentliche Unternehmen und Kommunalunternehmen bei der Erfüllung ihrer öffentlichen Aufgaben (Daseinsvorsorge). Da Gewinnmargen fehlen, gibt es keine Konkurrenz aus der Privatwirtschaft.
Die formelle Berechtigung zur Erhebung von Gebühren und Auslagen für öffentliche Leistungen ergibt sich aus § 1 Abs. 1 Bundesgebührengesetz oder den entsprechenden Landesgebührengesetzen. Nach Rechtsprechung und herrschender Meinung genießt das Kostendeckungsprinzip keinen Verfassungsrang. Gebühren sind als Gegenleistung für eine „durch besondere Inanspruchnahme der Verwaltung ausgelöste besondere Leistung des Abgabengläubigers zu erbringen“ (§ 1 Abs. 1 BGebG in Verbindung mit § 8 Abs. 1 RAO). Die Eigenschaft einer Abgabe als Verwaltungsgebühr ist hiernach davon abhängig, dass die Abgabe als Gegenleistung für eine den Einzelnen betreffende und von diesem veranlasste Amtshandlung zu zahlen ist. Das Kostendeckungsprinzip ist eine Veranschlagungsmaxime, die Anforderungen an die Zielsetzung der Gebührenerhebung stellt.
Der gesamte öffentliche Rundfunk arbeitet nach dem Kostendeckungsprinzip, weil seine Gesamtkosten durch Rundfunkbeiträge und Fernseh- oder Radiowerbung gedeckt sein müssen. 
Die Frage, ob das Kostendeckungsprinzip eingehalten ist, muss für jedes Haushaltsjahr gesondert beantwortet werden. Denn die auf die Kostendeckung abgestellte Tarifgestaltung ist nur für denselben Zeitraum möglich, für den die Verwaltungsausgaben zu veranschlagen sind. Das bedeutet, dass die zuständigen Stellen – falls sie nach sachgerechter Haushaltsschätzung und Tarifgestaltung während des laufenden Haushaltsjahres erkennen sollten, dass eine unvorhersehbar gewesene Einnahmenentwicklung zur Über- oder Unterschreitung des Ausgabenbedarfs führen werde – nicht verpflichtet sind, den Gebührentarif für das laufende Jahr rückwirkend oder auch nur für den Rest des Haushaltsjahres zu ändern. Die Einhaltung des Kostendeckungsprinzips ist der gerichtlichen Kontrolle insoweit zugänglich, als von sachfremden Erwägungen beeinflusste Haushaltsanschläge zu beanstanden und sich daraus ergebende unrichtige Gebührentarife als ungültig anzusehen sind.
Der Kostendeckungsgrad lässt sich auch im öffentlichen Sektor ermitteln. Insbesondere ist die Kennzahl hier beim öffentlichen Personennahverkehr (ÖPNV), Kommunalunternehmen und auch bei Ordnungsbehörden von Interesse. Eine Feststellung des Kostendeckungsgrades für Leistungs- und Sozialverwaltungen kommt dagegen nicht in Betracht. In den Kommunen gibt es nur sehr wenige Bereiche, die sich einem Kostendeckungsgrad von 100 % annähern; die durchschnittlichen Kostendeckungsgrade reichen von ca. 10 % bei Bibliotheken über ca. 30 % bei Kinderhorten, 80 % im ÖPNV und bis zu ca. 95 % bei Bestattungseinrichtungen. Der deutsche ÖPNV wies 2018 einen Kostendeckungsgrad von 74,4 % auf, so dass die restlichen 25,6 % aus dem öffentlichen Haushalt finanziert werden mussten.
| Jahr | Kostendeckungs- grad |
| ---- | -------------------- |
| 2000 | 68,8 %               |
| 2005 | 72,2 %               |
| 2010 | 77,1 %               |
| 2015 | 76,1 %               |
| 2016 | 76,3 %               |
| 2017 | 75,6 %               |
| 2018 | 74,4 %               |
| 2019 | 71,6 %               |
| 2020 | 58,7 %               |

Im Jahre 2020 löste die Corona-Pandemie eine Verringerung der Fahrgastzahlen um bis zu 80 % aus, was zu einem drastischen Einbruch des Kostendeckungsgrads auf 58,7 % führte. Dies zeigt, dass der Auslastungsgrad erheblich zu einer Kostendegression beiträgt. Jede Veränderung der Tarifpreise wie beispielsweise die Einführung des 9-Euro-Ticket wirkt sich unmittelbar auf den Kostendeckungsgrad des ÖPNV aus. 

## Kostenunterdeckung und Kostenüberdeckung
Kostenunterdeckung und Kostenüberdeckung betreffen die Gegenüberstellung von Istkosten und Sollkosten in der Plankostenrechnung, die im Falle der Nicht-Übereinstimmung als Kostenunter- und Kostenüberdeckung bezeichnet werden und somit keinen unmittelbaren Zusammenhang zur Kostendeckung aufweisen.